# Kreuzgebet
Kreuzgebet ist eine Bezeichnung für ein Gebet, das von Franz von Assisi verfasst wurde. Außerdem wird eine bestimmte Körperhaltung beim Gebet Kreuzgebet genannt.

## Gebet des heiligen Franz von Assisi
In dem kurz vor seinem Tod 1226 entstandenen Testament formulierte Franziskus von Assisi ein Gebet:

„Und der Herr gab mir in den Kirchen einen solchen Glauben, dass ich in Einfalt so betete und sprach:
Wir beten dich an, Herr Jesus Christus [...] und preisen dich,
denn durch dein heiliges Kreuz hast du die Welt erlöst.“

Das Gebet wird häufig bei den einzelnen Stationen des Kreuzwegs gebetet. Traditionell kniet man dabei nieder.

## Gebetshaltung
Kreuzgebet nennt man auch ein Gebet, bei dem der Beter eine bestimmte Haltung einnimmt, nämlich kniend mit ausgebreiteten Armen. Das kann schweigend geschehen, oder dabei können Gebete gesprochen werden, etwa je fünfmal das Vaterunser, das Ave Maria und das Ehre sei dem Vater zur Verehrung der fünf Wunden Christi.
In der Sächsischen Franziskanerprovinz war es um die Wende zum 20. Jahrhundert üblich, dass während der heiligen Messe alle Mitfeiernden mit Ausnahme der Kantoren nach dem Einsetzungsbericht bei der Wandlung bis zum Vaterunser mit ausgebreiteten Armen je sechsmal Vater unser, Ave Maria und Gloria Patri beteten.